# 公職人員選舉罷免法
《公職人員選舉罷免法》，簡稱《選罷法》，是一部現行中華民國法律，1980年（民國69年）5月14日制定公布。本法原稱《動員戡亂時期公職人員選舉罷免法》，1991年7月16日立法院三讀通過更為現名。

## 相關議題與爭議

### 罷免機制與門檻
1994年，反核團體發動罷免擁核立委，當時的立法院在罷免連署期間緊急修法提高罷免門檻，並通過「罷免案不能跟其他選舉一起投票」之規定，使得罷免難度更加提高。
2015年臺北市第四選舉區立法委員蔡正元罷免案後，2016年11月29日民進黨以立法院多數實力，通過民進黨版本《選罷法》，降低罷免門檻且可宣傳罷免。割闌尾計畫、陳其邁、黃國昌稱此修法為全民的勝利，李鴻鈞稱此絕對符合民意。

### 增修罷免條件
2012年（民國101年）9月，邱文彥、紀國棟、謝國樑、吳育昇、江啟臣、李慶華六位立法委員，提出修正草案，將原「提案人、連署人皆須提供姓名、身分證字號、戶籍地址」之規定，再加附「切結書及身分證影本」。使門檻不低的罷免提案，再增加實際執行難度，因而不利公民行使參政權利，引發爭議。
2013年11月29日，國民黨團在立法院將此草案逕付二讀，由於憲法133實踐聯盟當時正發動罷免立委吳育昇，因此被稱作「吳育昇條款」。2014年5月13日，國民黨又將此修正草案提出要在院會審議，由於當時正值割闌尾計畫發動罷免行動期間，因此再次成為焦點，而又被諷為「反割闌尾條款」。當日台灣團結聯盟與民主進步黨立委霸佔主席台杯葛院會議程，經朝野協商後，決定暫不審議此爭議條款。

### 無黨籍無法推派監票員
選罷法第59條第3項第1款規定，「立法委員、直轄市長及縣（市）長選舉，僅由推薦候選人且其最近一次全國不分區及僑居國外國民立法委員選舉得票率達百分之五以上之政黨，於各投票所推薦監察員一人。」但2014年中華民國地方公職人員選舉的台北市長選舉，由於最大的在野黨民主進步黨並未推出參選人，依此法律規定，僅有中國國民黨能夠推薦監察員，因而引發爭議，且此規定限制了政黨得票比率之規定，對於無黨籍參選人及小黨亦不公平，因而提起修法之議。但國民黨籍立法委員蔡正元認為這是「柯文哲自肥條款」並強烈反對，目前並未完成修法。2014年8月，中選會認為可引用選罷法59條第5項第1款，當監察員不足二人時，可由未推派候選人之政黨或組織團體「推薦地方公正人士」監票，暫時化解監察員問題。

### 開票不得攝影
選罷法規定，為維護祕密投票，「任何人不得於投票所以攝影器材刺探選舉人圈選選舉票內容」，但對於開票所則無相關規定。2014年9月，因公民團體「監票者聯盟」訊問中央選舉委員會開票時是否可攝影時，中選會先以民國72年（1983年）10月11日中選一字第八〇〇六號函釋為依據，認為「為維持開票所秩序，民眾於開票期間站在觀眾席上攝影，應予以制止。」而對於函釋未明定之「坐在觀眾席上攝影」，亦認為應予以制止，因而出現此項爭議。9月24日，中選會發布新聞稿，認為「開票過程如准許民眾攝影，無異提供賄選者檢驗買票成果機會，有助長賄選暴力歪風，影響選舉公平之虞。 」並認為是依選罷法第65條第1項第3款「投開票所裡面不可以有任何不正當行為」制止，引發立委質疑中選會違法擴大解釋。9月26日，多個民間團體到中選會抗議此項解釋，並遞交陳情書。
2015年10月20日，中選會決議，開票所開放民眾攝錄影。

### 參選、選舉年齡調降
選罷法第14條規定「中華民國國民，年滿二十歲，除受監護宣告尚未撤銷者外，有選舉權。」，由於世界上大多数地区都以18歲為最普遍的投票年齡，一直都有調降選舉年齡的聲浪，但中華民國憲法第130條規定「中華民國國民年滿二十歲者，有依法選舉之權。除本憲法及法律別有規定者外，年滿二十三歲者，有依法被選舉之權。」，而2004年第七次修憲後，修憲難度大增。2014年10月21日，丁守中等52名立法委員向司法院聲請釋憲，望能透過釋憲調降選舉年齡至18歲。

### 第40條
選罷法第40條定明各種公職人員選舉競選活動的時間，包括直轄市長的競選期為投票日前十五日，立法委員為投票日前十日，但實務上許多候選人和執法單位皆無視此法，學者王業立認為應該廢除。

### 全國性選舉爭議
- 區域立委：區域立委人數因為增修條文鎖定「無法浮動」，以致票票不等值嚴重。（以各國為例，2017年日本減少6個眾議院席次，2019年日本增加埼玉縣1個參議院席次），而增修條文改變需極高的條件。
- 原住民立委：原住民立委在比例上有較大影響力約3.5倍。
- 不分區立委：如果發生多餘選票的狀況，會以《公職人員選舉罷免法》第六十七條第四項與第六項規定會直接以缺額辦理，另外，因為婦女當選名額不能少於二分之一（但政黨不分區名單之婦女候選人名額不受限制），也因此，若是該政黨的婦女候選人無法填補所分配到的婦女保障席次，也以缺席辦理。但是選後喪失黨籍即喪失立委資格只有在第71條規定就職前，就職後和任期途中則未明確規定。[18]
  - 但由於政黨不分區席次僅佔全體席次的30.08%，加上沒有雙重提名規則以及各政黨都會提名多於預測席次的候選人數，以避免候選人或當選者因故放棄遞補或辭職，因此缺額情形從未發生過。
- 以不小的差距落選，但存在嚴重選舉舞弊爭議時，無法提出當選/選舉無效之訴等。

### 地方性選舉爭議
- 地方議員：若以很小的差距落選時，無法提出驗票。
- 複數選區：須達總名額缺額10分之3以上、或同一選舉區缺額達2分之1以上時才須補選。雖然可能因為「如果一出缺就補選，花費」，但可能會導致票票不等值會更嚴重等。

### 排黑條款
2023年5月26日，立院三讀通過選罷法「排黑條款」 ，犯洗防法判決確定者、判十年以上刑度尚未確定者永遠不得參選公職。

## 外部連結
- 公職人員選舉罷免法（页面存档备份，存于） 全國法規資料庫